# Nexus (historieta)
Nexus es una serie de cómic creado por Steve Rude y Mike Baron en 1981; popularizado por la desaparecida editorial norteamericana First comics durante  los años 90; en España se llegaron a publicar tan solo doce números, mientras que la serie norteamericana es mucho más extensa.

## Contexto
La serie Nexus, una personal fusión del género de Ciencia ficción y el de superhéroes situada a 500 años de nuestra época, era muy apreciada por los aficionados al cómic, por su calidad estilística y la vasta imaginación de los guiones, mereciendo en 1993 el prestigioso Premio Eisner a la mejor edición en una sola historia, por la novela gráfica "Nexus: The Origin", donde se relataban los orígenes del personaje. 
Su ambición intelectual la catapultó a la categoría de clásico y obra de culto, pero la alejó del gran público y provocó el fracaso comercial de la serie.

## Argumento

### Trama principal
Toda la trama gira en torno a Horatio Hellpop, el alter ego de Nexus, el cual padece desvanecimientos periódicos, de los cuales sólo se recupera mediante la inmersión en un enorme tanque que contiene un líquido transparente. Dicho líquido, como se va descubriendo a lo largo de la serie, es la sangre de un alienígena, el Merk, último superviviente de una raza extinta, de cultura y moral superiores.
En esas inmersiones, Horatio sueña. Y sueña con genocidas, culpables del exterminio de un elevado número de seres. Cuando se despierta, algo irrefrenable le fuerza a matar a la persona con la que ha soñado, ayudado de unos poderes especiales, que lo vuelven prácticamente invencible. Horatio se convierte en una persona introspectiva, abrumada por la culpabilidad de sus "ejecuciones", y atormentada por los sueños, intentando sin éxito en numerosas ocasiones liberarse del destino encomendado por el Merk.

### Origen de Nexus
El origen de Nexus se sitúa en su infancia; su padre, el general Hellpop, era responsable de la destrucción de un planeta y la muerte de diez millones de personas. El Merk crea dos amigos imaginarios, Alpha y Beta, para influenciar al pequeño Horatio y mostrarle los crímenes de su padre, para acabar revelándole su destino final; la primera ejecución de Nexus fue la de su propio padre, hecho que marcará el resto de su vida.

### La luna de Ylum
En sus frecuentes viajes, Nexus recoge numerosos refugiados; tras matar a un dictador u opresor, los propios oprimidos tienen miedo a futuras represalias, y muchos escapan con Nexus. Así nace la luna de Ylum, hogar de perseguidos y refugiados políticos a los que Nexus da cobijo, y que acaba por constituirse en una república.